# Peter Weiss (Bildhauer)
Peter Weiss (* 25. September 1924 in Danzig; † 30. Oktober 1981 in Montauriol) war ein deutscher Bildhauer des 20. Jahrhunderts.

## Leben und Werk
Nach einer Lehrerausbildung am Berufspädagogischen Institut in Frankfurt am Main und einer handwerklichen Ausbildung zum Steinbildhauer studierte Peter Weiss an der Hochschule für bildende Künste in Berlin bei Richard Scheibe.
In den 1950er Jahren führten ihn Studienreisen nach Frankreich, nach Griechenland, nach Spanien und in die Türkei.
Seit dem Jahre 1955 lebte er abwechselnd in Darmstadt und Montauriol.
Ab 1963 lebte er ständig in Montauriol.
Peter Weiss war ein Bildhauer, der sich an einem klassischen Menschenbild orientierte.
Zahlreiche Aufträge für den öffentlichen Raum entstanden für Berlin, Darmstadt und Essen.
In Darmstadt sind mehrere Großplastiken und Wandreliefs erhalten geblieben.